# Pavel Apollonovič Rovinskij
Pavel Apollonovič Rovinskij (in russo Павел Аполлонович Ровинский?; Gusëvka, 22 febbraio 1831 – Pietrogrado, 15 gennaio 1916) è stato uno storico, slavista, etnografo, geografo e nobile russo.

## Origine e studi
Pavel Apollonovič Rovinskij nacque il 22 febbraio 1831 a Gusëvka, un villaggio dell'uezd di Kamyšin dell'Impero russo, da Apollon Ivanovič Rovinskij, nobile e veterano delle guerre napoleoniche, e Marija Andreevna Rovinskaja (nata Žukovskaja), figlia di un grande proprietario terriero.
Nel 1842, fu iscritto al ginnasio di Saratov, dove, attorno al 1844, incontrò Aleksandr Pypin, insieme a cui seguì un corso extracurricolare di storia e letteratura e con il quale rimase amico intimo per il resto della sua vita. Si diplomò nel 1848, eccellendo nello studio della lingua greca.
Dal 1848 al 1852 studiò filologia presso l'università di Kazan', dove fu profondamente influenzato da Viktor Grigorovič, divenendo un fervido panslavista. Dopo la laurea, ottenne la cattedra di letteratura russa presso la medesima università. In questo periodo, divenne membro dell'organizzazione Terra e Libertà, che lottava per l'abolizione della servitù e per una progressiva modernizzazione della Russia; in questo spirito, regalò le terre che aveva ereditato ai suoi contadini, tenendone solo quanto secondo lui bastava alle esigenze della sua famiglia. Dopo aver lasciato l'università, Rovinskij si trasferì a San Pietroburgo.

## Viaggi nelle terre slave
Nel 1860, Pavel intraprese il suo primo viaggio nelle terre slave europee, che si rivelò tuttavia infruttuoso. Rovinskij e il suo accompagnatore furono arrestati in Moravia dalla polizia austriaca poiché sospettati di star diffondendo propaganda sovversiva contro l'Impero austriaco. Furono imprigionati per dieci giorni e poi scortati al confine russo. Nel 1864, l'università di Kazan' acconsentì a inviarlo nuovamente nelle terre slave, ma date le sue simpatie politiche gli fu vietato di lasciare il paese. Fu solo nel 1867 che Rovinskij, come corrispondente del Sankt-Peterburgskie Vedomosti, ottenne il permesso di visitare la Croazia, la Slavonia e i territori austriaci della Serbia.
Arrivò a Budapest agli inizi del marzo 1868, proseguendo poi verso Belgrado via nave. Raggiunta poi Šabac in battello a maggio, percorse a piedi tutta la valle della Drina. Arrivato a Užice, proseguì lungo le valli della Grande Morava. In tutto il suo percorso, raccolse dati per le sue ricerche etnografiche. Rientrò in Russia nel 1871.

## Ritorno in Russia e viaggio in Oriente
Tornato in patria, partì alla volta della Siberia per studiare le popolazioni russe dell'Estremo Oriente. Arrivato a Irkutsk, fece diverse escursioni in varie regioni della Dauria, giungendo poi a Bičura il 20 luglio 1871, dove rimase per tre mesi. Lasciata la Dauria, si spostò in Mongolia, dove si unì a un gruppo di mercanti itineranti lungo una nuova rotta commerciale che collegava Nerčinsk alla Cina.
Il percorso della carovana la portò a breve distanza dal luogo dove Nikolaj Černyševskij, figura di spicco dei progressisti russi, stava scontando il suo esilio. Rovinskij condivideva diversi legami con Černyševskij. Egli era infatti il cugino del suo amico Alexander Pypin e i due si erano conosciuti nei loro anni da studenti. Inoltre il padre di Olga Sokratovna, moglie di Nikolaj Černyševskij, era il padrino dello stesso Rovinskij. Questi tentò quindi di raggiungere Černyševskij per sincerarsi delle sue condizioni e comunicarle alla famiglia, ma la carovana fu intercettata e allontanata dalle guardie locali, che avevano l'ordine di arrestare chiunque avesse tentato di mettersi in contatto con Černyševskij. Rovinskij fu quindi costretto ad abbandonare i propri propositi e a proseguire con la carovana fino in Cina.

## Direttore di un orfanotrofio a San Pietroburgo
Rientrato a San Pietroburgo, accettò la posizione di direttore della "Colonia agricola e Rifugio Artigianale per Delinquenti Minorili", un orfanotrofio penale di Polyustrovo (un sobborgo dell'allora capitale russa), dove rimase, conducendo una vita molto frugale non molto diversa da quella degli orfani ospitati nella struttura, dal dicembre 1873 alla prima metà del 1878, quando fu allontanato poiché considerato troppo poco severo.

## Trasferimento in Bosnia e in Montenegro

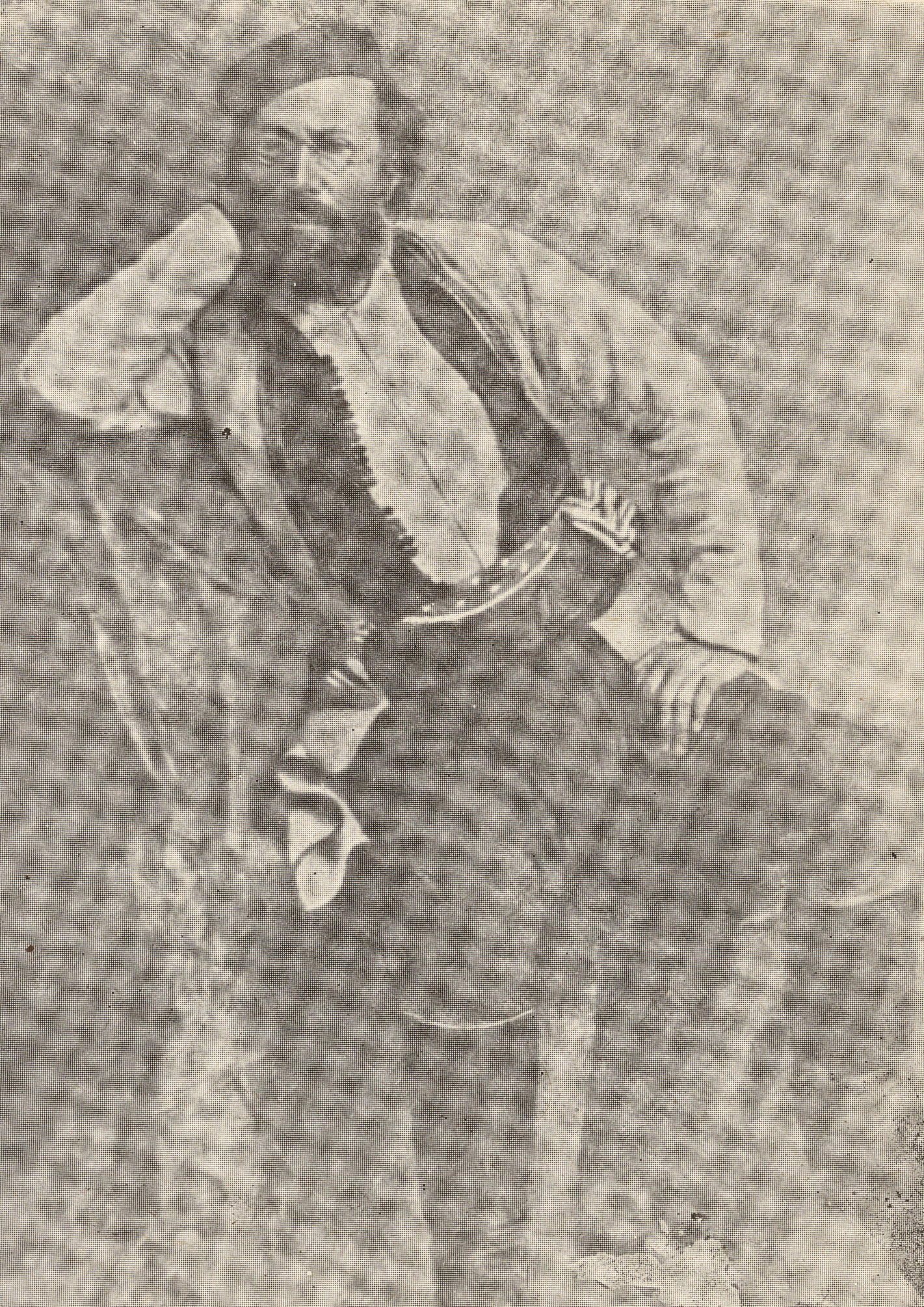
Rovinskij in abiti tradizionali montenegrini

Lasciato l'orfanotrofio, Rovinskij accettò l'offerta di Aleksej Suvorin, direttore del Novoe Vremja, di diventare corrispondente da Bosnia e Montenegro per il suo giornale. Rovinskij giunse a Vienna il 10 giugno 1878, quando la guerra russo-turca era terminata e si stava per decidere l'ancora incerto futuro politico dei Balcani. Dalla capitale austriaca iniziò a documentare i preparativi per l'occupazione della Bosnia ed Erzegovina da parte delle forze austro-ungariche e nei mesi successivi, dopo essersi spostato a Sarajevo, denunciò in una serie di articoli d'invettiva le brutalità dell'esercito imperiale durante l'occupazione. Per questi suoi scritti, le autorità austro-ungariche gli intimarono di lasciare la Bosnia nel dicembre dello stesso anno. Nel maggio 1879, giunse nel Principato del Montenegro dove, grazie all'aiuto del suo amico Aleksandr Pypin, fu promosso a dragomanno freelance della locale missione diplomatica russa.
Nel 1890, il principe montenegrino Nicola I, che aveva preso Rovinskij in simpatia, lo invitò a sorpresa a condurre una campagna di scavi dell'antica città romana di Doclea. Gli scavi, proseguiti per diversi anni, produssero una vasta collezione archeologica, che il principe Nicola fece sistemare in un'ala della biblioteca nazionale fatta liberare su suo ordine. Poco dopo, questo spazio fu trasformato in un vero e proprio museo su Doclea di cui Rovinskij divenne direttore. Questa campagna di scavi attirò l'attenzione della stampa: il giornale Glas Crnogorca scrisse un articolo al riguardo e il periodico russo Giornale del Ministero dell'Educazione Nazionale pubblicò una serie di saggi scritti da Rovinskij stesso in vari dei suoi numeri intitolata "Gli scavi dell'Antica Dioclea". Poco tempo dopo, Rovinskij decise di lasciare questo ruolo per dedicarsi allo studio della storia del Montenegro. Durante questo periodo raccolse antichi canti popolari e scrisse vari articoli per varie riviste russe su usi e costumi del Montenegro.
Nel 1898, fece ritorno a San Pietroburgo per pubblicare il secondo volume della sua opera sulla storia montenegrina, sul quale aveva lavorato per circa sette anni. Tornò poi in Montenegro, dove continuò a lavorare anche come interprete e consulente per l'ambasciata russa e dove rimase, salvo brevi interruzioni, fino alla primavera del 1906, quando a causa dell'età avanzata e del deteriorarsi della sua salute dovette fare definitivamente ritorno in patria dopo quasi 27 anni di permanenza nel paese balcanico.

## Ultimi anni in Russia e morte

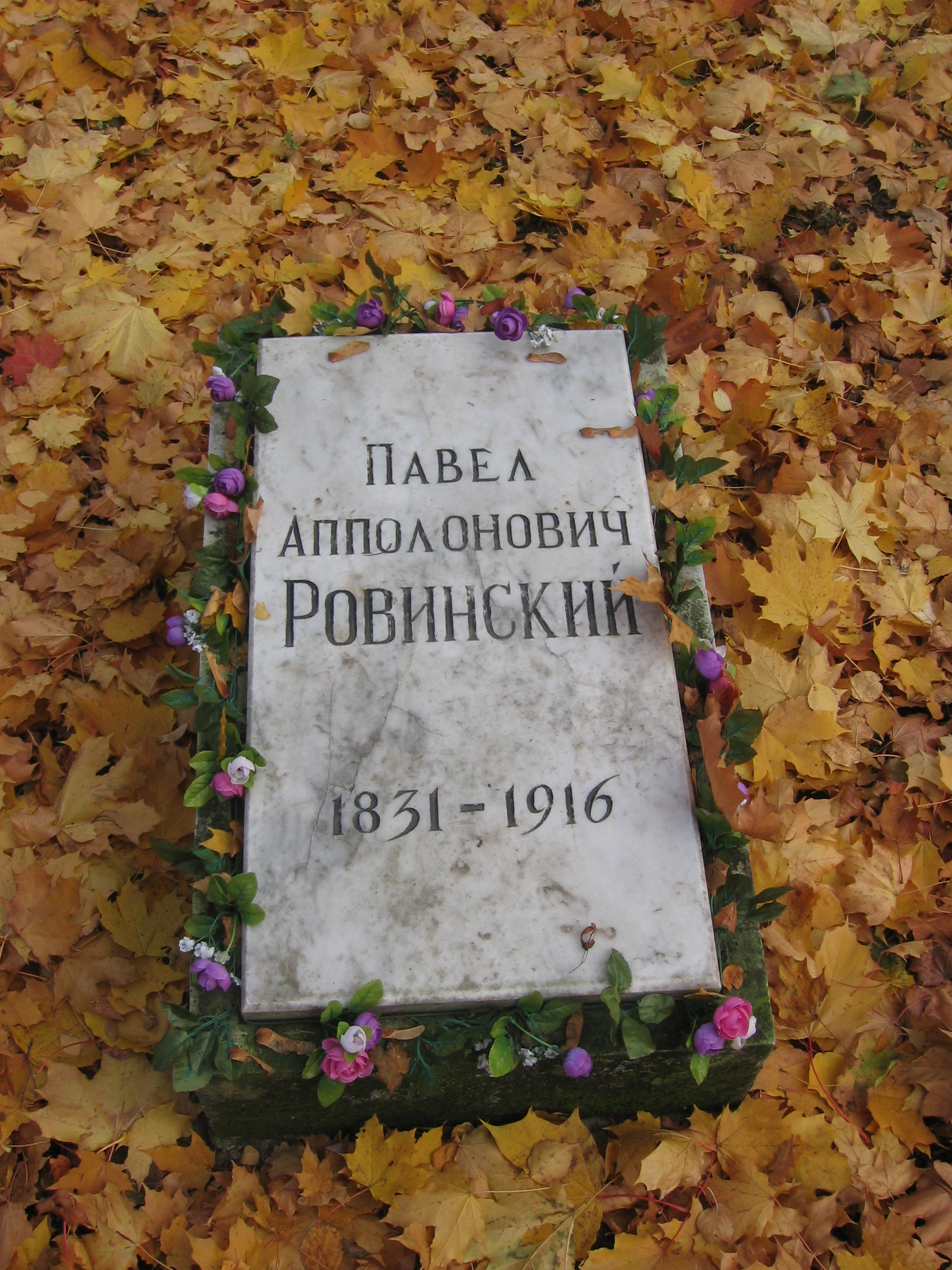
Attuale lapide di Pavel Rovinskij

Nel 1908, Rovinskij si trasferì a Gatčina per vivere con sua figlia Ekaterina e la sua famiglia. Si ammalò gravemente negli ultimi mesi del 1915 e morì nella capitale russa (ribattezzata nel frattempo Pietrogrado) il 15 gennaio 1916. Fu seppellito nella sezione degli scrittori del cimitero Volkovo, dove i suoi ultimi riti furono letti dallo ieromonaco Mardarije Uskoković. Alla cerimonia di inumazione presenziò anche Michail Černyševskij, figlio di Nikolaj nonché figlioccio dello stesso Rovinskij. Fino al 1974 la sua lapide riportava "Rivoluzionario e membro di Terra e Libertà, P. A. Rovinskij".

## Famiglia
Pavel Rovinskij ebbe con sua moglie (di cui non ci è noto il nome) quattro figli: Ekaterina (1857-1939), Zinaida, Apollon (1860-1909) e Aleksandr (1862-1928).

## Eredità
A Pavel Apollonovič Rovinskij è stata dedicata nel 1994 una scuola di Podgorica. Anche la Società per l'amicizia russo-montenegrina (in montenegrino: Društvo crnogorsko-ruskog prijateljstva) fondata il 24 novembre 2007 porta il suo nome.